# Бганба, Лили Дугужовна
Лили Дугужовна Бганба (10 мая 1937, село Бзыбь, Гагрский район, Абхазская АССР — 31 марта 2023) — абхазский экономист; с 1993—2005 годы — министр финансов Республики Абхазия.

## Биография
Родилась 10 мая 1937 года в селе Бзыбь, Гагрского района Абхазской АССР.
В 1955 году окончила бзыбскую абхазскую восьмилетнюю школу, а в 1958 году — 11 классов отхарской абхазской средней школы Гудаутского района.
В 1962 году окончила Саратовский экономический институт, в 1981 году заочно Академию общественных наук при ЦК КПСС.
В 1962—1972 годах по распределению Госплана СССР направлена в Абхазию, где работала в системе абхазской Республиканской конторы Госбанка СССР на различных должностях вплоть до заместителя управляющего.
С ноября 1972 по май 1992 году трудилась в должности министра торговли Абхазской ССР. Избиралась депутатом Верховного Совета Абхазской АССР.
21 декабря 1993 года назначена министром финансов Абхазии, на этой должности пребывала до начала 2005 года.
Умерла 31 марта 2023 года.

## Награды
- Орден Трудового Красного Знамени,
- Орден «Честь и слава» (Абхазия) II степени (2017)[2]
- Знак «Отличник Госбанка СССР»

## Труды
- Бганба Л. Д. Экономика государственной торговли в Абхазской АССР. — Сухуми: Алашара, 1985. — 36 с.